# Kenésset
La Kenésset (en hebreu: הַכְּנֶסֶת‎, IPA [haˈkneset], literalment ‘l'Assemblea’; àrab: الكنيست, al-Kanīsat) és el parlament unicameral d'Israel.
Com a branca legislativa del govern israelià, la Kenésset aprova totes les lleis, elegeix el president i el primer ministre (encara que aquest últim és nomenat cerimonialment pel President), aprova el gabinet, i supervisa el treball del Govern. A més, la Kenésset tria l'auditor de l'Estat. També té el poder de suspendre la immunitat dels seus membres, destituir dels seus càrrecs el president i l'auditor de l'Estat, dissoldre el Govern mitjançant una moció de censura constructiva i dissoldre i convocar noves eleccions. El primer ministre també pot dissoldre la Kenésset. Tanmateix, fins que es completi una elecció, la Kenésset manté l'autoritat en la seva composició actual.
L'edifici de la Kenésset s'assenta sobre un turó a Jerusalem, al barri de Givat Ram.
En origen, l'edifici va ser finançat per la família Rothschild, quan el filantrop James Armand de Rothschild va deixar en el seu testament la quantitat de sis milions de lliures israelianes a l'Estat d'Israel per tal que es construís.
La Kenésset es va reunir per primer cop el 14 de febrer de 1949. Cada quatre anys (o abans, si es convoquen eleccions anticipades), els ciutadans israelians majors de 18 anys voten els 120 diputats i diputades. Després, el Govern és escollit per majoria a la Kenésset.
Les lleis que aprovi la Kenésset no poden entrar en conflicte amb les Lleis bàsiques, la constitució de facto. La modificació d'una llei bàsica necessita una majoria de 61 o 80 vots, segons el cas. El parlament israelià és presidit pel President de la Kenésset.

## Composició
La següent taula mostra els grups parlamentaris representats a la 24a Kenésset, després de les eleccions de 2022:
| Nom | Nom                          | Ideologia                                                                   | Símbol | Grup demogràfic                            | Líder              | resultats 2020 | resultats 2020 |
| Nom | Nom                          | Ideologia                                                                   | Símbol | Grup demogràfic                            | Líder              | Vots (%)       | Escons         |
| --- | ---------------------------- | --------------------------------------------------------------------------- | ------ | ------------------------------------------ | ------------------ | -------------- | -------------- |
|     | Likkud                       | Conservadorisme nacionalista Liberalisme nacionalista Sionisme revisionista | מחל    | –                                          | Benjamin Netanyahu | 23,41          | 32 / 120       |
|     | Yeix Atid                    | Liberalisme                                                                 | פה     | –                                          | Yair Lapid         | 17,79%         | 24 / 120       |
|     | Partit Sionista Religiós     | Sionisme religiós                                                           | ט      | Colons israelians, Judaisme ortodox modern | Bezalel Smotrich   | 10,84%         | 14 / 120       |
|     | Partit de la Unitat Nacional | Socioliberalisme Liberalisme nacionalista                                   | כן     | –                                          | Benny Gantz        | 9,08%          | 12 / 120       |
|     | Xas                          | Conservadorisme religiós                                                    | שס     | Haredim sefardites i mizrahim              | Aryeh Deri         | 8,25%          | 11 / 120       |
|     | Judaisme Unit de la Torà     | Conservadorisme religiós                                                    | ג      | Haredim asquenazites                       | Yaakov Litzman     | 5.88%          | 8 / 120        |
|     | Israel Beitenu               | Nacionalisme Secularisme                                                    | ל      | Jueus de parla russa                       | Avigdor Lieberman  | 4,48%          | 5 / 120        |
|     | Llista Àrab Unida            | Conservadorisme religiós Nacionalisme àrab                                  | עם     | Àrabs d'Israel, Islamistes, Beduïns        | Mansour Abbas      | 4,07%          | 5 / 120        |
|     | Hadaix - Ta'al               | Comunisme Nacionalisme àrab                                                 | ודעם   | Àrabs d'Israel                             | Ayman Odeh         | 3,75%          | 5 / 120        |
|     | Partit Laborista             | Socialdemocràcia                                                            | אמת    | –                                          | Merav Michaeli     | 3,69%          | 4 / 120        |